# Конота каньйонова
Коно́та каньйонова (Psarocolius atrovirens) — вид горобцеподібних птахів родини трупіалових (Icteridae). Мешкає в Перу і Болівії.

## Опис
Довжина самців становить 42 см, самиць 33 см. Забарвлення переважно темно-коричнювато-зелене або чорнувато-зелене, надхвістя і гузка у них рудувато-коричневі. Щоки жовті, крайні стернові пера жовті. Дзьоб зеленувато-білий, райдужки карі або блакитні.

## Поширення і екологія
Каньйонові коноти мешкають на східних схилах Анд в Перу (на південь від Уануко) і в Болівії (Санта-Крус). Вони живуть у вологих гірських тропічних лісах та на узліссях, зустрічаються на висоті від 800 до 2600 м над рівнем моря. Живляться комахами та іншими безхребетними, дрібними хребетними, плодами і нектаром. Сезон розмноження триває з жовтня по грудень. Каньйонові коноти гніздяться невеликими колоніями.